# Chionaema pallens
Chionaema pallens är en fjärilsart som beskrevs av Butler 1877. Chionaema pallens ingår i släktet Chionaema och familjen björnspinnare. Inga underarter finns listade i Catalogue of Life.